# Mai Huna
Els mai huna, maijɨki o maijuna, auto-denominació de l'ètnia orejón, vedat, yuri o cungui, i el significat del qual és nosaltres mateixos, ocupen les parts baixes dels rius, encara que al principi van ser comunitats assentades en zones interfluvials, entre els rius Napo, Yanayacu, Sucusari, Cotó i Putumayo. Avui dia es concentren sobretot en el districte de Loreto, en l'actual República de Perú.
Parlen una llengua de la família lingüística tukano o tucano occidental, i s'estima que són al voltant de 300 individus, representant un 0,12% del total de la població indígena inclosa en el cens, encara que les xifres poblacionals han oscil·lat al llarg de la literatura històrica referida a aquest poble.
El nom de koto ho reben per part dels colons a causa de la capacitat que tenen d'imitar el crit del simi homònim, i la denominació orejones esdevé dels grans discos que portaven en les seves orelles.

## Llengua i família lingüística
Els mai huna Parlen una llengua del grup lingüístic dels tucano occidentals. Aquesta família comprèn un grup de llengües parlades en l'Amazones nord-occidental, en territoris que comprenen des de Brasil al Perú, passant per Colòmbia i l'Equador. Al Perú, a més de la llengua tucano maijuna, es parla secoya.
Després del pas dels colonitzadors, la majoria de la població parla castellà, i les noves generacions van abandonant la llengua materna, amb el propòsit d'adaptar-se a la manera de viure mestís.

## Situació geogràfica, demogràfica i breu història
Els mai huna són descendents dels payaguas, grup tucano occidental que, al moment de l'arribada dels europeus, es desplaçaven per l'extens territori que abasten els rius Napo, Putumayo i Caquetá, i que es configuren arran de tota una història de migracions i relacions amb altres grups tucano occidentals. Els documents que disposem sobre aquests grups lingüístics indiquen que els tucanos són nombrosos i que estan dividits en múltiples grups amb localitzacions i noms diferents.
Durant els segles xvi i xvii, els payaguas passen a ser considerats un subgrup dels “encabellados”, nom amb què els colonitzadors coneixen a tots els grups Tucano occidentals, pels qui van haver de treballar forçosament en les encomanes.
S'originen múltiples intents de fugida per part dels payaguas, però no és fins a 1694 que, després d'una llarga història de rebel·lions, van ser posats en llibertat per part dels ordinaris.
Durant el segle xviii, els payaguas, entre altres tucanos, van ser reduïts pels evangelitzadors: una part al nord i una altra al sud, encara que això no va aconseguir fer d'un grup històricament nòmada una població sedentària.
És a la fi d'aquest segle quan, reduïdes les missions per la fugida dels indígenes, s'assenten a la zona del Napo els payaguas, els qui sent absorbits per altres grups tucano occidentals, es configuren com els que actualment coneguts orejones o mai huna.
La constitució de la República del Perú no suposa un avanç en la conquesta de llibertats per a aquests pobles de l'Amazones, a causa de la Febre del Cautxú que té lloc a la fi del segle xix i principis del XX, per la qual de nou són forçats a treballar, amb el propòsit d'extreure cautxú per als patrons, els qui van explotar la seva força de treball durant un llarg període, la qual cosa va suposar la deterioració i la reducció dels grups ètnics Tucano.
Els Mai huna són potser un dels menys afectats per l'extracció del cautxú en comparació a altres grups ètnics, ja que principalment s'encarreguen de proveir de llenya els bucs de vapor que transporten les mercaderies en els rius Napo i Putumayo, encara que això no vol dir que no veiessin minvada la seva demografia a conseqüència de les condicions en què estaven forçats a viure i treballar.
Una de les principals activitats forçoses a les quals van ser sotmeses els Mai huna va ser l'explotació de la llet caspi, de l'ivori vegetal i de fusta rosa; a més, eren emprats en la caça d'espècies les pells de les quals tenien valor comercial.
Amb l'arribada dels europeus, els Mai huna continuen portant l'estètica que expliquen definia als seus avantpassats: els homes estan nus, amb el penis aixecat per una soga que passa per la cintura, des dels 6 anys. En el lòbul de l'orella introdueixen grans discos de fusta, i les dones porten camises de colors vermells després del matrimoni.
La decoració dels seus cossos era important, comptant amb tatuatges i pintant-se amb achiote, a més d'ennegrir-se els llavis amb yanamuko. El seu pèl es deixava créixer i, no obstant això, depilaven acuradament temples, mentó, celles, aixella i pubis.
El final de l'explotació del cautxú marca el començament d'una nova època cultural, i és en aquest període quan abandonen els senyals externs identitaris. A més, la disminució demogràfica impulsa la fi de les guerres intertribals.

## Economia
A més dels treballs forçats als quals van ser sotmesos des de l'arribada dels europeus, els Mai huna es van dedicar, durant la dècada dels 70 del segle XX a l'explotació fustaire per a patrons, els qui després de la desaparició de moltes espècies de fustes, van intentar treure benefici del cultiu indígena d'aliments.
Avui dia, el sustento dels Mai huna o Maijuna es basa en el cultiu d'aliments bàsics com el blat de moro, els plàtans o la yuca, derivat de l'època dels patrons, a més de la recol·lecció de fruits selvàtics, la caça i la pesca. La seva economia actual se sosté en el comerç, en l'intercanvi amb comerciants del riu de carns de caça, productes que extreuen de la selva, així com artesania, pels quals obtenen roba i altres mercaderies.

## Organització social i política
Els Mai huna s'organitzen en un clan aïllat de la resta de tucanos. Avui dia es coneixen tres grups Mai huna, havent desaparegut altres dos. Encara que es donen variacions entre els tres grups, aquests intercanvis col·loquen a les comunitats dins del mateix conjunt polític, encara que en l'econòmic es configurin com a independents. Es tracta d'una societat sense classes i fortament atomitzada, en la qual el poder no està centralitzat, sinó que existeixen diverses instàncies de poder, que no és ni coercitiu ni repressiu.
El grup residencial es configura com la unitat social bàsica, amb grups de filiació patrilineal diferents: les cases s'instauren en una xarxa social més àmplia en la qual tenen cabuda el conjunt de parents de sang i afinitat.
Són clans dispersos, a causa de l'exogàmia que regeix la seva manera de filiació, i la residència post-matrimonial és uxorilocal, això és, que la nova aliança s'instal·la amb la família de l'esposa. Els intercanvis matrimonials i xamànics es configuren entre els grups existents, la qual cosa suposa la dispersió dels homes de cadascun dels tres grups. La relació patrilineal reforça els poders de la comunitat masculina, i la residència uxorilocal confereix la importància de socialitzar als fills en l'univers femení.
En cada comunitat, es comparteix un espai físic delimitat, un espai polític-administratiu, i un espai econòmic, social i ritual. Els Mai huna viuen en cases plurifamiliars, cadascuna de les quals està envoltada per cases satèl·lit unifamiliars, influència dels colonitzadors, dels quals també han acollit la institucionalització del comparatge.
És rellevant esmentar la unió que es fa entre dona i naturalesa, que contrasta amb la relació entre homes i astres i organització social, produint-se d'aquesta manera una divisió per gènere dels components de la societat Maijuna.

## Sistema de creences i ontologia
Una de les característiques principals de l'ontologia maijuna, és la concepció del temps, representat mitjançant avantpassats que serveixen de guia pel que serà l'esdevenir del grup, que s'emmarca dins d'una eterna tornada: el temps es mesura a l'espai, que està dividit en el terrestre i el primordial, entre els quals oscil·len les relacions dels habitants d'aquestes comunitats. Hi ha, de fet, tres éssers capaços de marcar el temps: els éssers nocturns, els astres i la lluna, de la qual creien era el disc rodat de l'orella de la divinitat, similar a la qual ells mateixos portaven en les seves orelles.
Un altre dels elements centrals és la mort, que és introduïda en la societat com un pròleg inevitable de l'existència social, per la qual cosa les experiències de la vida i la mort estan profundament lligades, i aquesta última es converteix en la manera de regular l'ordre social, complicant-se d'aquesta manera la separació entre vius i difunts. El xamanisme és una altra de les característiques de l'ontologia maijuna a tenir en compte. Molt similar a l'experiència de la mort, el cos ha de transformar-se i alliberar-se.

## Situació actual respecte a l'estat nació i les instàncies internacionals
Mentre que les relacions amb l'estat nacional, els maijuna van ser protagonistes del primer procés de consulta prèvia dels pobles originaris en el Perú, emmarcada al debat sobre l'establiment d'un Àrea de Conservació Regional, que finalment va ser establerta. D'altra banda, respecte a les instàncies internacionals, no existeix constància que les comunitats Maijuna participin en organitzacions federatives o de lluita pels drets dels pobles originaris.

## Relacions interètniques
La història assenyala una fragmentació originària del conjunt mai per conflictes interns en l'organització social, a més de per les conseqüències derivades de grups externs com els conqueridors, altres grups indígenes, o els evangelitzadors. Així i tot, els grups perceben la identitat mai com el més alt nivell relatiu d'integració de les unitats socials, grups de filiació i grups residencials. Això significa que el grup tucano es compon per diverses ètnies, i cadascuna d'elles s'identifica com mai. Els mai huna es divideixen en l'actualitat en tres grups, entre els quals es produeixen intercanvis de parentiu i xamanisme.